# Lex Moolenaar
Lex Moolenaar (Haarlem, 4 december 1957) is een Nederlands journalist en redacteur.

## Levensloop
Op zijn vijf jaar verhuisde hij naar Antwerpen. Hij studeerde politieke en sociale wetenschappen aan de Universiteit Antwerpen, alwaar hij in 1980 als licentiaat afstudeerde.
Hierop aansluitend ging hij aan de slag op de redactie van het weekblad Panorama van de Tijdschriften Uitgevers Maatschappij (TUM), waarvan hij lange tijd adjunct-hoofdredacteur  was. In 1993 volgde hij Karel Anthierens op als hoofdredacteur van dit tijdschrift, een functie die hij uitoefende tot 1995. Hij werd opgevolgd in deze hoedanigheid door Joël De Ceulaer.
Vervolgens ging hij aan de slag als hoofdredacteur van TV Expres en TV7. In 1997 maakte hij de overstap naar Gazet van Antwerpen, waar hij werkzaam werd als chef stad & regio. In 2003 werd hij er senior writer, een functie die hij tot heden uitoefent.
Moolenaar is gehuwd en heeft twee dochters. Hij is woonachtig in Ekeren.